# Wars of the Roses
| Оценки критиков    | Оценки критиков |
| Источник           | Оценка          |
| ------------------ | --------------- |
| Allmusic           | [ 1 ]           |
| Sputnikmusic       | [ 2 ]           |
| Metal Storm        | [ 3 ]           |
| Sea of Tranquility | [ 4 ]           |
| Мир фантастики     | [ 5 ]           |
| Onet.pl            | [ 6 ]           |
| Rock Area          | [ 7 ]           |

Wars of the Roses — восьмой альбом норвежской экспериментальной группы Ulver, вышедший в 2011 году. Альбом записан сразу после европейского турне.

## Список композиций
| №                   | Название            | Длительность |
| ------------------- | ------------------- | ------------ |
| 1.                  | «February MMX»      | 4:11         |
| 2.                  | «Norwegian Gothic»  | 3:37         |
| 3.                  | «Providence»        | 8:10         |
| 4.                  | «September IV»      | 4:39         |
| 5.                  | «England»           | 4:09         |
| 6.                  | «Island»            | 5:47         |
| 7.                  | «Stone Angels»      | 14:56        |
| Общая длительность: | Общая длительность: | 45:29        |

## Участники записи
- Кристофер Рюгг (Trickster G.) (Garm) — вокал, программирование
- Tore Ylwizaker — клавишные, программирование
- Jørn H. Sværen — инструменты
- Daniel O'Sullivan — гитара, бас, клавишные